# Colchester Gladiators
I Colchester Gladiators sono una squadra di football americano di Colchester, in Gran Bretagna. Nella loro storia hanno giocato anche a Harlow, Witham, Wivenhoe, Clacton-on-Sea, Chelmsford

## Storia
Furono fondati nel 1983, ma - eccezion fatta per alcune amichevoli - iniziarono a giocare nel 1985; nel 1984 nacquero gli Harlow Warlords (inizialmente Harlow Warriors), che nel 1986 divennero Chelmsford Cherokee. Questi si fusero nel 1991 con i Gladiators, andando così a fondare gli Essex Gladiators (i quali però tornarono al nome Colchester Gladiators dalla stagione 1993). Chiusero nel 1996, per riaprire nel 2009.

## Dettaglio stagioni

### Tornei

#### Tornei nazionali

##### Campionato

###### Tabella 1984/Budweiser League National Division/BAFA NL Premiership
| Stagione | regular season | regular season | regular season | regular season | regular season | regular season | playoff | playoff | playoff | playoff | playoff | playoff          | playoff            |
|          | Vin            | Par            | Per            | Tot            | PF             | PS             | Vin     | Per     | Tot     | PF      | PS      | risultato        | avversaria         |
| -------- | -------------- | -------------- | -------------- | -------------- | -------------- | -------------- | ------- | ------- | ------- | ------- | ------- | ---------------- | ------------------ |
| 1984     | 1              | 1              | 2              | 4              | ?              | ?              | -       | -       | -       | -       | -       | -                | -                  |
| 1987     | 8              | 0              | 2              | 10             | 202            | 115            | 0       | 1       | 1       | 0       | 41      | Quarti di finale | Leicester Panthers |
| 2014     | 1              | 0              | 7              | 8              | 71             | 339            | -       | -       | -       | -       | -       | -                | -                  |
| Totale   | 10             | 1              | 11             | 22             | 273+?          | 454+?          | 0       | 1       | 1       | 0       | 41      |                  |                    |

Fonti: Enciclopedia del Football - A cura di Massimo Mezzetti

###### Budweiser League Premier Division/BAFA NL Division One
| Stagione | regular season | regular season | regular season | regular season | regular season | regular season | playoff | playoff | playoff | playoff | playoff | playoff    | playoff       |
|          | Vin            | Par            | Per            | Tot            | PF             | PS             | Vin     | Per     | Tot     | PF      | PS      | risultato  | avversaria    |
| -------- | -------------- | -------------- | -------------- | -------------- | -------------- | -------------- | ------- | ------- | ------- | ------- | ------- | ---------- | ------------- |
| 1987     | 9              | 0              | 1              | 10             | 317            | 103            | 1       | 1       | 2       | 88      | 44      | Semifinale | Leeds Cougars |
| 2015     | 7              | 0              | 3              | 10             | 224            | 193            | -       | -       | -       | -       | -       | -          | -             |
| 2016     | 2              | 0              | 8              | 10             | 134            | 297            | -       | -       | -       | -       | -       | -          | -             |
| 2017     | 3              | 0              | 7              | 10             | 100            | 193            | -       | -       | -       | -       | -       | -          | -             |
| 2018     | 4              | 0              | 6              | 10             | 121            | 238            | -       | -       | -       | -       | -       | -          | -             |
| Totale   | 25             | 0              | 25             | 50             | 896            | 1024           | 1       | 1       | 2       | 88      | 44      |            |               |

Fonti: Enciclopedia del Football - A cura di Massimo Mezzetti

###### BAFA NL Division Two
| Stagione | regular season | regular season | regular season | regular season | regular season | regular season | playoff | playoff | playoff | playoff | playoff | playoff   | playoff    |
|          | Vin            | Par            | Per            | Tot            | PF             | PS             | Vin     | Per     | Tot     | PF      | PS      | risultato | avversaria |
| -------- | -------------- | -------------- | -------------- | -------------- | -------------- | -------------- | ------- | ------- | ------- | ------- | ------- | --------- | ---------- |
| 2022     | 4              | 1              | 3              | 8              | 115            | 113            | -       | -       | -       | -       | -       | -         | -          |
| Totale   | 4              | 1              | 3              | 8              | 115            | 113            | -       | -       | -       | -       | -       |           |            |

Fonti: Enciclopedia del Football - A cura di Massimo Mezzetti

### Riepilogo fasi finali disputate
| Anno           | Luogo     | Evento                             | Fase del torneo  | Incontro                                 | Risultato |
| 16 agosto 1987 | Leicester | Budweiser League National Division | Quarti di finale | Leicester Panthers - Chelmsford Cherokee | 41 - 0    |
| 30 agosto 1987 | Bramley   | Budweiser League Premier Division  | Semifinale       | Leeds Cougars - Colchester Gladiators    | 44 - 22   |

## Palmarès
- 3 Campionati britannici di secondo livello (1986[3], 1988, 2013)